# Cerasella
Pour plus de détails, voir Fiche technique et Distribution.
Cerasella est un musicarello italien réalisé par Raffaello Matarazzo et sorti en 1959.
L'intrigue du film est librement adaptée des paroles de la chanson napolitaine éponyme Cerasella, également chantée dans le film,.

## Synopsis
Cerasella est une jeune fille sur le point d'épouser Alfredo. Ne l'aimant pas, elle s'enfuit peu avant le mariage et se réfugie sur un petit bateau où elle rencontre le riche et beau Bruno qui, lui, est sur le point d'épouser Nora. Le père de Bruno presse son fils de quitter Nora, soupçonnant la jeune fille de n'être intéressée que par la fortune familiale et non par son fils. Bruno n'accepte pas l'ultimatum de son père qui décide de le déshériter. Le garçon a perdu sa fortune et Nora qui, voyant la situation, décide de le quitter.
Cerasella aide alors Bruno à trouver un emploi, à condition qu'il se fasse passer pour son petit ami : le jeune homme accepte. Bientôt, le faux-semblant devient réalité et Cerasella et Bruno tombent amoureux. Le père de Bruno, comprenant que le jeune homme a tout abandonné pour épouser Nora, accepte le mariage, et Nora fait tout pour reconquérir son ex-petit ami, allant même jusqu'à calomnier Cerasella. Bruno croit d'abord Nora, quitte son travail et Cerasella, mais le père de Bruno rétablit la situation après avoir eu un entretien avec la jeune fille.

## Fiche technique
- Titre original italien et français : Cerasella[3],[4]
- Réalisation : Raffaello Matarazzo
- Scénario : Ugo Pirro, Enzo Bonagura, Sandro Continenza, Raffaello Matarazzo, Dino Verde
- Photographie : Václav Vích
- Montage : Mario Serandrei
- Musique : Giorgio Fabor (it)
- Décors : Alfredo Melidoni
- Costumes : Maria Luisa Panaro
- Production : Gilberto Carbone, Goffredo Lombardo
- Société de production : Titanus, S.P.I.C. - Società Partenopea Industrie Cinematografiche
- Pays de production :  Italie
- Langue originale : italien
- Format : Noir et blanc - Son mono - 35 mm
- Durée : 105 minutes
- Genre : Musicarello, comédie sentimentale[4]
- Dates de sortie :
  - Italie : 11 décembre 1959
  - France : 18 mai 1962[4]

## Distribution
- Claudia Mori : Cerasella

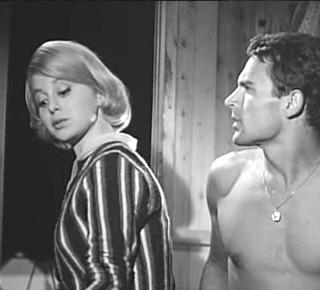
Alessandra Panaro et Terence Hill dans une scène du film.

- Terence Hill (sous son vrai nom de « Mario Girotti ») : Bruno
- Luigi De Filippo : Alfredo
- Alessandra Panaro : Nora
- Carlo Croccolo : Giuseppe Marzano
- Piera Farfarella : Nannina
- Fausto Cigliano : guitariste
- Franco Ricci : chanteur
- Mario Carotenuto : père de Bruno
- Lia Zoppelli : mère de Nora
- Luigi Pavese Général Bruno Coscia
- Salvatore Costa : Oncle Salvatore
- Peppino De Martino (it) : Capitaine
- Tony Angeli : officier de piquetage
- Carlo Taranto : joueur de mandoline
- Gina Mattarolo (it) : Rosina, la tante d'Alfredo
- Giancarlo Zarfati (it) : Pasqualino, l'enfant
- Aldo Tarantino : Oreste, le boucher
- Rino Genovese (it) : le colonel

## Musique
Les chansons utilisées dans le film sont
- Sarrà chissà, de Roberto Murolo
- Si 'nnato c'a cammisa, de Roberto Murolo
- Padrone d'o mare, de Tito Manlio et Salve D'Esposito
- Cerasella, d'Enzo Bonagura, Ugo Pirro et Eros Sciorilli, chanté par Fausto Cigliano.

Une grande partie de la musique du film est constituée de mélodies romantiques tirées de la chanson napolitaine.